# ATC M03 – Izomrelaxánsok
Az ATC M03 – Izomrelaxánsok a gyógyszerek anatómiai, gyógyászati és kémiai osztályozási rendszerének (ATC) egyik alcsoportja.
| ATC M   | Váz- és izomrendszer                                     |
| ------- | -------------------------------------------------------- |
| ATC M01 | Gyulladásgátlók és reuma elleni készítmények             |
| ATC M02 | Ízületi- és izomfájdalmak kezelésének helyi készítményei |
| ATC M03 | Izomrelaxánsok                                           |
| ATC M04 | Köszvény elleni készítmények                             |
| ATC M05 | Csontbetegségek kezelésének gyógyszerei                  |
| ATC M09 | A váz- és izomrendszer betegségeinek egyéb gyógyszerei   |

## M03A Perifériás támadáspontú izomrelaxánsok

### M03AAKuráre-alkaloidok
| ATC     | Magyar              | INN                  | Gyógyszerkönyv         |
| ------- | ------------------- | -------------------- | ---------------------- |
| M03AA01 | Alkurónium          | Alcuronium           | Alcuronii chloridum    |
| M03AA02 | Tubokurarin         | Tubocurarine         | Tubocurarini chloridum |
| M03AA04 | Dimetil-tubokurarin | Dimethyltubocurarine |                        |

### M03ABKolin-származékok
| ATC     | Magyar        | INN           | Gyógyszerkönyv         |
| ------- | ------------- | ------------- | ---------------------- |
| M03AB01 | Szuxametónium | Suxamethonium | Suxamethonii chloridum |

### M03ACEgyébkvaterner ammóniumvegyületek
| ATC     | Magyar              | INN                  | Gyógyszerkönyv          |
| ------- | ------------------- | -------------------- | ----------------------- |
| M03AC01 | Pankurónium         | Pancuronium          | Pancuronii bromidum     |
| M03AC02 | Gallamin            | Gallamine            | Gallamini triethiodidum |
| M03AC03 | Vekurónium          | Vecuronium           | Vecuronii bromidum      |
| M03AC04 | Atrakúrium          | Atracurium           |                         |
| M03AC05 | Hexaflurónium       | Hexafluronium        |                         |
| M03AC06 | Pipecurónium-bromid | Pipecuronium bromide |                         |
| M03AC07 | Doxakúrium-klorid   | Doxacurium chloride  |                         |
| M03AC08 | Fazadínium-bromid   | Fazadinium bromide   |                         |
| M03AC09 | Rokurónium-bromid   | Rocuronium bromide   | Rocuronii bromidum      |
| M03AC10 | Mivakúrium-klorid   | Mivacurium chloride  |                         |
| M03AC11 | Cizatrakúrium       | Cisatracurium        |                         |

### M03AX Egyéb perifériás támadáspontú izomrelaxánsok
| ATC     | Magyar          | INN             | Gyógyszerkönyv |
| ------- | --------------- | --------------- | -------------- |
| M03AX01 | Botulinum toxin | Botulinum toxin |                |

## M03B Központi támadáspontú izomrelaxánsok

### M03BAKarbamidsav-észterek
| ATC     | Magyar                                                   | INN                                                      | Gyógyszerkönyv                                           |
| ------- | -------------------------------------------------------- | -------------------------------------------------------- | -------------------------------------------------------- |
| M03BA01 | Fenprobamát                                              | Phenprobamate                                            |                                                          |
| M03BA02 | Karizoprodol                                             | Carisoprodol                                             | Carisoprodolum                                           |
| M03BA03 | Metokarbamol                                             | Methocarbamol                                            |                                                          |
| M03BA04 | Sztiramát                                                | Styramate                                                |                                                          |
| M03BA05 | Febarbamát                                               | Febarbamate                                              |                                                          |
| M03BA51 | Fenprobamát kombinációban, kivéve a pszicholeptikumokat  | Fenprobamát kombinációban, kivéve a pszicholeptikumokat  | Fenprobamát kombinációban, kivéve a pszicholeptikumokat  |
| M03BA52 | Karizoprodol kombinációban, kivéve a pszicholeptikumokat | Karizoprodol kombinációban, kivéve a pszicholeptikumokat | Karizoprodol kombinációban, kivéve a pszicholeptikumokat |
| M03BA53 | Metokarbamol kombinációban, kivéve a pszicholeptikumokat | Metokarbamol kombinációban, kivéve a pszicholeptikumokat | Metokarbamol kombinációban, kivéve a pszicholeptikumokat |
| M03BA71 | Fenprobamát pszicholeptikumokkal kombinációban           | Fenprobamát pszicholeptikumokkal kombinációban           | Fenprobamát pszicholeptikumokkal kombinációban           |
| M03BA72 | Karizoprodol pszicholeptikumokkal kombinációban          | Karizoprodol pszicholeptikumokkal kombinációban          | Karizoprodol pszicholeptikumokkal kombinációban          |
| M03BA73 | Metokarbamol pszicholeptikumokkal kombinációban          | Metokarbamol pszicholeptikumokkal kombinációban          | Metokarbamol pszicholeptikumokkal kombinációban          |

### M03BBOxazol-, tiazin-,triazin-származékok
| ATC     | Magyar                                           | INN                                              | Gyógyszerkönyv |
| ------- | ------------------------------------------------ | ------------------------------------------------ | -------------- |
| M03BB02 | Klórmezanon                                      | Chlormezanone                                    |                |
| M03BB03 | Klórzoxazon                                      | Chlorzoxazone                                    |                |
| M03BB52 | Klórmezanon kombinációk pszicholeptikumok nélkül | Klórmezanon kombinációk pszicholeptikumok nélkül |                |
| M03BB53 | Klórzoxazon kombinációk pszicholeptikumok nélkül | Klórzoxazon kombinációk pszicholeptikumok nélkül |                |
| M03BB72 | Klórmezanon kombinációk pszicholeptikumokkal     | Klórmezanon kombinációk pszicholeptikumokkal     |                |
| M03BB73 | Klórzoxazon kombinációk pszicholeptikumokkal     | Klórzoxazon kombinációk pszicholeptikumokkal     |                |

### M03BC Antihisztaminokkal kémiailag rokonéterek
| ATC     | Magyar                   | INN                      | Gyógyszerkönyv |
| ------- | ------------------------ | ------------------------ | -------------- |
| M03BC01 | Orfenadrin (-citrát)     | Orphenadrine (citrate)   |                |
| M03BC51 | Orfenadrin kombinációban | Orfenadrin kombinációban |                |

### M03BX Egyéb központi támadáspontú szerek
| ATC     | Magyar                      | INN                         | Gyógyszerkönyv |
| ------- | --------------------------- | --------------------------- | -------------- |
| M03BX01 | Baklofen                    | Baclofen                    | Baclofenum     |
| M03BX02 | Tizanidin                   | Tizanidine                  |                |
| M03BX03 | Pridinol                    | Pridinol                    |                |
| M03BX04 | Tolperizon                  | Tolperisone                 |                |
| M03BX05 | Tiokolkikozid               | Thiocolchicoside            |                |
| M03BX06 | Mefenezin                   | Mephenesin                  |                |
| M03BX07 | Tetrazepám                  | Tetrazepám                  | Tetrazepamum   |
| M03BX08 | Ciklobenzaprin              | Cyclobenzaprine             |                |
| M03BX09 | Eperizon                    | Eperisone                   |                |
| M03BX30 | Feniramidol                 | Phenyramidol                |                |
| M03BX55 | Tiokolkikozid kombinációban | Tiokolkikozid kombinációban |                |

## M03C Közvetlen hatású izomrelaxánsok

### M03CADantrolénés származékai
| ATC     | Magyar    | INN        | Gyógyszerkönyv |
| ------- | --------- | ---------- | -------------- |
| M03CA01 | Dantrolén | Dantrolene |                |